# Plinio el Joven y los cristianos

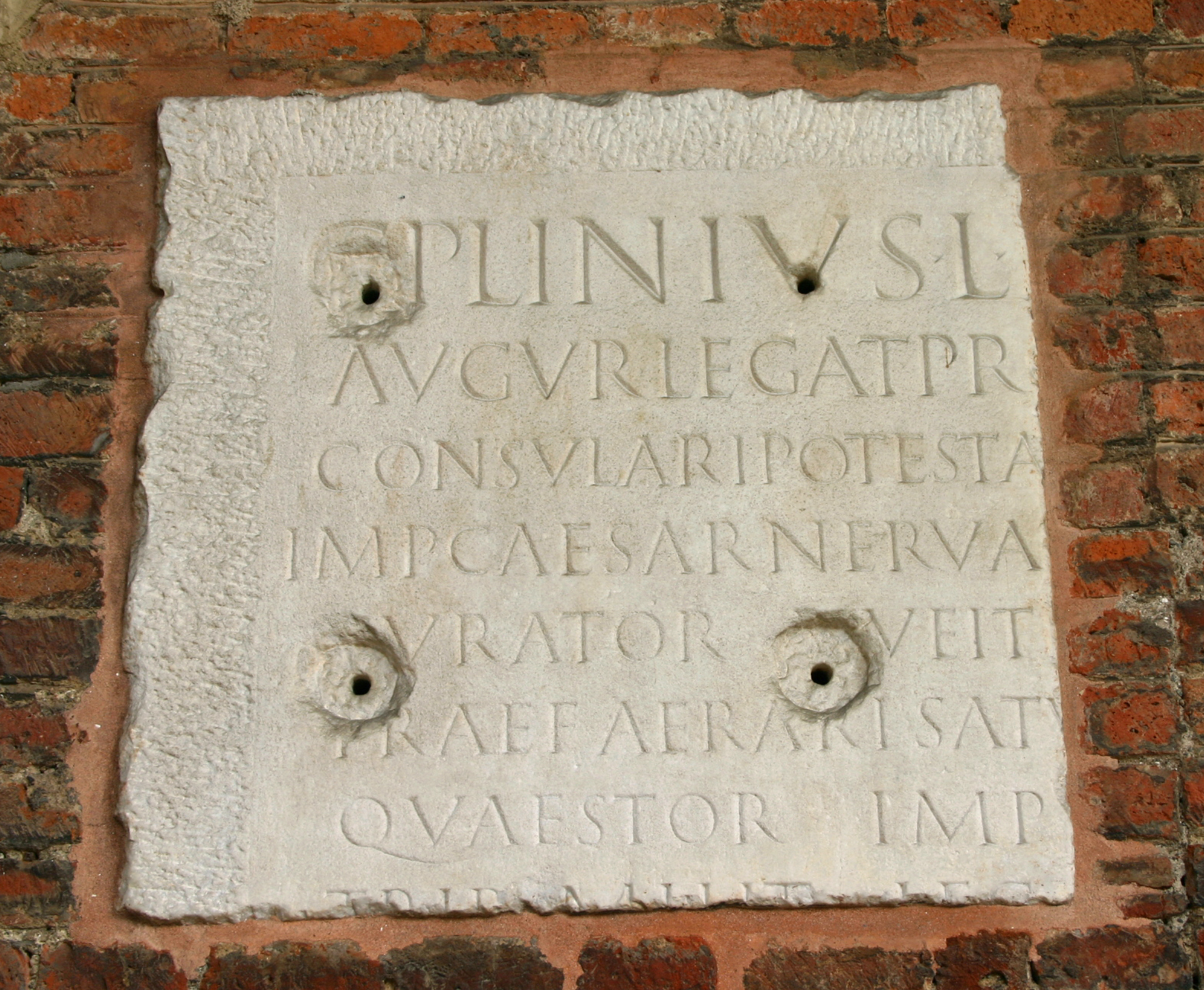
Fragmento de una inscripción que lleva el nombre de Plinio, Basílica de San Ambrosio, Milán.

Plinio el Joven, gobernador romano de Bithynia et Pontus (ahora en la actual Turquía), escribió una carta al emperador Trajano alrededor del año 112 d. C. y le pidió consejo sobre cómo tratar con los cristianos. La carta (Epistulae X.96) detalla un relato de cómo Plinio realizó juicios de presuntos cristianos que comparecieron ante él como resultado de denuncias anónimas y pide orientación al emperador acerca de la forma en que aquellos deben ser tratados.
Ni Plinio ni Trajano mencionan el delito que los cristianos habían cometido, a excepción de ser cristianos; y otras fuentes históricas no proporcionan una respuesta simple a esta pregunta, pero un elemento probable puede ser la obstinada negativa de los cristianos a adorar a los dioses romanos; haciéndolos aparecer como opositores a la dominación romana.
Plinio afirma que él da a los cristianos múltiples posibilidades para afirmar que son inocentes y si se niegan tres veces, son ejecutados. Plinio afirma que sus investigaciones no han revelado nada de parte de los cristianos, sino prácticas inocuas (innocuus) y «depravadas, una superstición excesiva». Sin embargo, Plinio parece preocupado por la rápida propagación de «esta superstición»; y considera las reuniones cristianas como un posible punto de partida para la sedición.
La carta constituye el primer análisis pagano que se refiere al cristianismo, proporcionando información clave sobre las creencias y prácticas de los primeros cristianos y cómo éstos fueron vistos y tratados por los romanos. La carta y la respuesta de Trajano indican que en el momento de su redacción no había persecución sistemática y oficial de los cristianos en todo el Imperio. La respuesta de Trajano también ofrece información valiosa sobre la relación entre los gobernadores de las provincias romanas y emperadores e indica que en aquel momento los cristianos no eran buscados o perseguidos por órdenes imperiales, y que las persecuciones podrían ser locales y esporádicas.

## Contexto y descripción general

### Fondo

Ubicación de Bithynia et Pontus dentro del Imperio Romano.

Plinio el Joven era el gobernador de Bithynia et Pontus, en la costa del mar Negro en Anatolia; habiendo llegado allí alrededor de septiembre de 111 como representante del emperador romano Trajano. Plinio probablemente escribió las cartas desde Ámiso antes del fin de su gobierno, en enero de 113. El origen del cristianismo en esa región no se conoce, pero no se ha asociado con los viajes del apóstol Pablo. Teniendo en cuenta la referencia a Bitinia en la apertura de la Primera Epístola de Pedro (que data de los años 60), el cristianismo en la región puede haber tenido algunas asociaciones petrinas a través de Silvano.
En 111 Bithynia et Pontus era conocida por estar en total desorden, y Plinio fue seleccionado por Trajano a causa de su formación jurídica y su experiencia pasada. Plinio estaba familiarizado con la región, después de haber defendido a dos de sus procónsules por extorsión en el Senado, uno de los casos siendo alrededor del año 103. Sin embargo, Plinio nunca había realizado una investigación judicial de los cristianos, y por lo tanto consultó a Trajano con el fin de estar en una base sólida en relación con sus acciones, y salvaguardarse en sus cartas y las respuestas de Trajano. La falta de familiaridad de Plinio puede indicar que este tipo de acciones judiciales contra los cristianos habían tenido lugar antes, pero Plinio no había participado en ellas.
Como gobernador, Plinio tuvo gran influencia sobre todos los habitantes de su provincia. Esto fue especialmente cierto en el trato legal de los cristianos. El concepto jurídico romano de cognitio extra ordinem produjo en los gobernadores una gran cantidad de discreción para decidir los casos legales.

### Persecución de los cristianos
Antes del edicto de Decio de 249, que requería que todos los habitantes del Imperio romano sacrificaran a los dioses romanos, las persecuciones de los cristianos había sido cuestiones locales, sobre la base de las determinaciones locales. Timothy Barnes caracteriza la situación al afirmar: « [La] persecución real [...] era local, esporádica, casi al azar». Antes de que el edicto de Decio señalara el comienzo de una gran persecución en el Imperio, los gobernadores locales trataban a los cristianos dependiendo de forma muy diferente sobre las cuestiones públicas y sociales, por ejemplo, Tertuliano escribió que no hubo sangre cristiana derramada en África antes de 180, pero Plinio ejecutó cristianos en el año 112.
Aunque está claro que Plinio ejecutó cristianos, ni Plinio ni Trajano mencionan el crimen que los cristianos habían cometido, a excepción de ser cristianos; y otras fuentes históricas no proporcionan una respuesta simple a esta pregunta. La respuesta de Trajano a Plinio deja claro que ser conocido como un «cristiano» era suficiente para la acción judicial.
Everett Ferguson señala que los cargos en contra de los cristianos por parte de Plinio pueden haberse basado en parte en los «crímenes secretos» relacionados con el cristianismo, más tarde caracterizados por Atenágoras como el ateísmo, los banquetes caníbales y el incesto. Los cargos de incesto y festines caníbales se basaron en la incomprensión del acto eucarístico y el hecho de que los cristianos eran «hermanos y hermanas», incluso después del matrimonio. Sin embargo, la acusación de ateísmo está relacionada con el hecho de no adorar a los dioses estatales, e hizo del cristianismo una superstición y no una religión. George Heyman señala que la negativa de los cristianos a participar en rituales de sacrificio que honraban al emperador y en cambio seguir su propia retórica y sus prácticas de sacrificio, en conflicto con las formas romanas de control social, los convirtió en una minoría indeseable. Ferguson afirma que Plinio considera la obstinación (contumacia) de los cristianos como una gran amenaza al orden y a la dominación romana, así como la divergencia de sus creencias de los romanos; y considerando a las reuniones cristianas como un posible punto de partida para la sedición.

## Carta y respuesta

### Carta de Plinio a Trajano

#### Preguntas iniciales
Plinio abre la carta (secciones 1-4) con preguntas a Trajano relativas a los juicios de cristianos traídos ante él, ya que él dice que nunca ha estado presente en ningún juicio de los cristianos. Esto puede indicar que procesos anteriores habían tenido lugar y que Plinio no tenía conocimiento de ningún edicto existente bajo Trajano para el enjuiciamiento de los cristianos. Tiene tres preguntas principales:
- ¿Alguna distinción puede ser hecha por la edad de los cristianos? ¿Los más jóvenes pueden ser tratados de forma diferente a las personas maduras?
- ¿Negar ser cristiano significa que el acusado es perdonado?
- ¿Es el «nombre» del cristianismo en sí suficiente para condenar al acusado o se trata de los crímenes asociados con ser un cristiano? (Nomen ipsum si flagitiis careat an flagitia cohaerentia nomini puniantur).

A.N. Sherwin-White afirma que: «Cuando la práctica de una secta estaba prohibida [...] la acusación del nomen (‹nombre›), es decir, de la pertenencia a un grupo de culto, era suficiente para asegurar la condena. Esto parecía poco común al igual que la persecución religiosa de las propias víctimas, pero el terreno subyacente seguía siendo la flagitia (‹actos vergonzosos›), suponiéndose inseparable de la práctica del culto».

#### Formato del juicio
Plinio da cuenta de cómo se realizan los juicios y los diversos veredictos (secciones 4-6). Dice que primero se pregunta si el acusado es un cristiano: si confiesan que lo son, son interrogados dos veces más, hasta un total de tres veces; amenazándolos de muerte si seguían confirmando sus creencias. Si no se retractan, a continuación, ordena que sean ejecutados, o, si son ciudadanos romanos, ordena que deben ser llevados a Roma. A pesar de su incertidumbre acerca de los delitos relacionados con el ser cristiano, Plinio dice que no tiene ninguna duda de que, cualquiera que sea la naturaleza de su credo, al menos, su obstinación inflexible (obstinatio) y desobediencia (pertinacia) merece castigo. Esto demuestra que, para las autoridades romanas, los cristianos estaban siendo hostiles al gobierno y estaban desafiando abiertamente a un magistrado que les pedía abandonar un culto no deseado. En particular, a los cristianos presentes en estos juicios Plinio pide información sobre cómo fueron acusados por un documento anónimo publicado en privado, y no por Plinio ni el imperio.
Había tres categorías de acusados; Plinio las menciona con las sentencias correspondientes. Si los acusados negaban que alguna vez habían sido cristianos, entonces debían rezar a los dioses romanos (en palabras dictadas por el mismo Plinio), ofrecer incienso y vino a las imágenes de Trajano y de los dioses, y maldecir a Cristo; que Plinio dice que los cristianos verdaderos no son capaces de hacer. Luego eran liberados. A los acusados que habían sido en un momento dado cristianos, pero habían dejado la religión, también eran sometidos al procedimiento antes mencionado y liberados. Sherwin-White afirma que el procedimiento fue aprobado por Trajano pero no era una forma de «obligar a la conformidad con la religión del Estado o de culto imperial», que era una práctica voluntaria. Los que confesaban ser cristianos tres veces eran ejecutados.

#### Prácticas de los cristianos

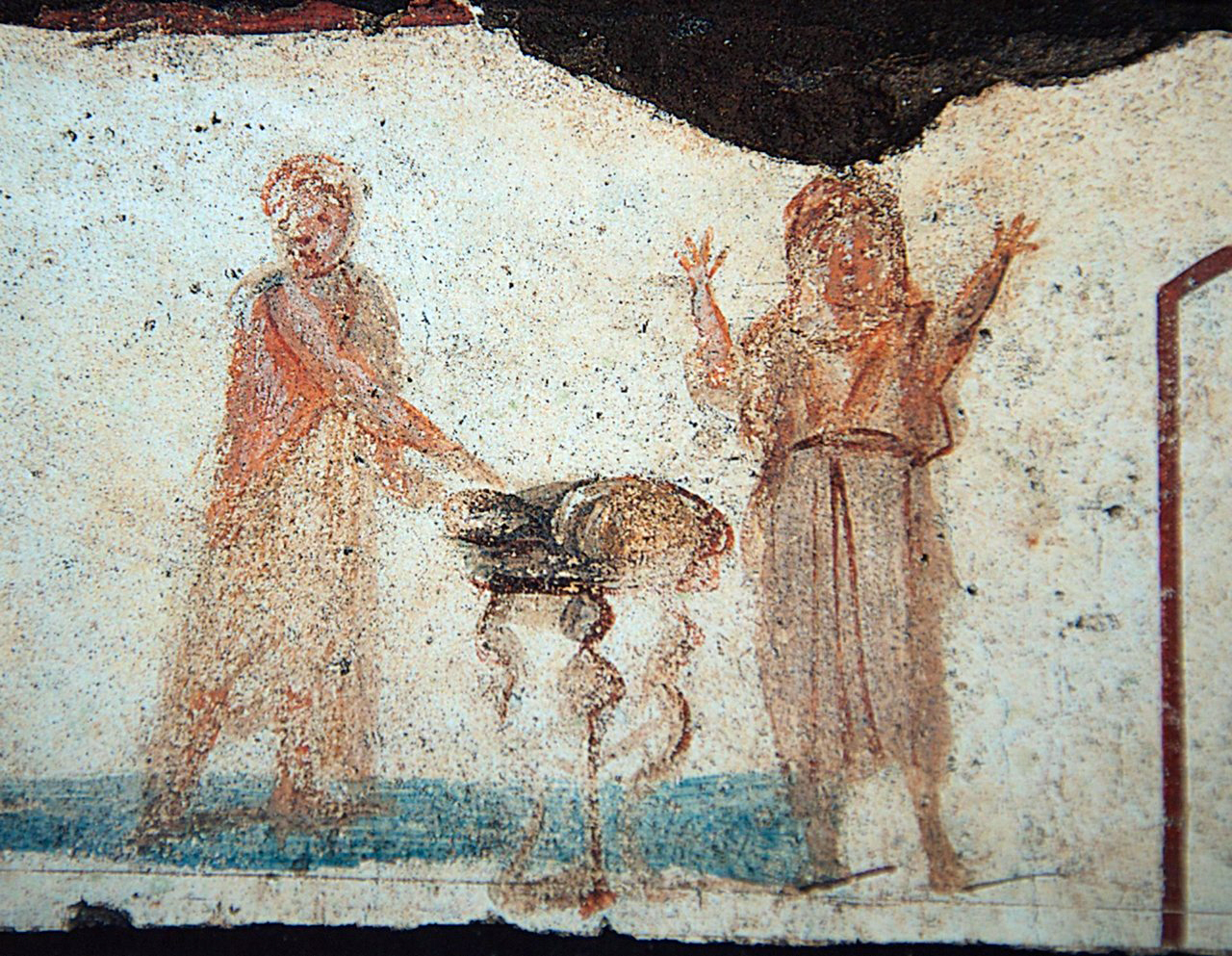
Representación de pan eucarístico cristiano, Catacumbas de San Calixto,.

Plinio a continuación detalla las prácticas de los cristianos (secciones 7-10): dice que se reúnen en un día determinado antes de la salida del sol y cantan himnos a Cristo como a un dios. Todos ellos se comprometen bajo juramento «a no cometer ciertos crímenes», escribe Plinio, como si eso fuera lo que había esperado; más bien, ellos se comprometen a no cometer delitos como el fraude, el robo o el adulterio, y, posteriormente, compartir una cena de «alimento ordinario e inocente». Plinio dice, sin embargo, que todas estas prácticas fueron abandonadas por los cristianos después de que prohibiera todas las asociaciones políticas (hetaeriai o «fraternidades»). Estos clubes fueron prohibidos porque Trajano los vio como un «caldo de cultivo natural para quejarse», tanto de la vida cívica y los asuntos políticos. Uno de esos casos de un club prohibido era las asociaciones de bomberos; del mismo modo, el cristianismo era visto como una asociación política que podría ser potencialmente perjudicial para el imperio. Sin embargo, los cristianos parecen haber cumplido voluntariamente con el edicto y detuvieron sus prácticas.
Plinio añade que sintió la necesidad de investigar más a fondo, al tener a dos esclavas llamadas diaconisas y torturarlas, un procedimiento estándar en los interrogatorios romanos de esclavos, y no descubrió nada que «una superstición irracional y desmesurada» (superstitio). Mediante el uso de esta palabra en lugar de religio, religión, Plinio está «denigrando la posición de los cristianos», ya que estaban fuera de las prácticas religiosas de Roma. El aparente abandono de los templos paganos por parte de los cristianos era una amenaza para la pax deorum (la armonía o el acuerdo entre lo divino y los seres humanos) y la subversión política por parte de los nuevos grupos religiosos era temido, por lo que fue tratado como un crimen potencial.
Plinio termina la carta diciendo que el cristianismo está poniendo en peligro a las personas de toda edad y rango y se ha extendido no sólo a través de las ciudades, sino también a través de las aldeas rurales (neque tantum [...] etiam sed), pero que era posible frenarlo. Sostiene su procedimiento ante Trajano al decir que los templos y las fiestas religiosas, que antes habían sido abandonadas, estaban floreciendo de nuevo y que hay una creciente demanda de animales para el sacrificio una vez más; una alza y baja que A.N. Sherwin-White cree es una exageración del número de seguidores que el cristianismo había tomado del culto tradicional.

### Respuesta de Trajano

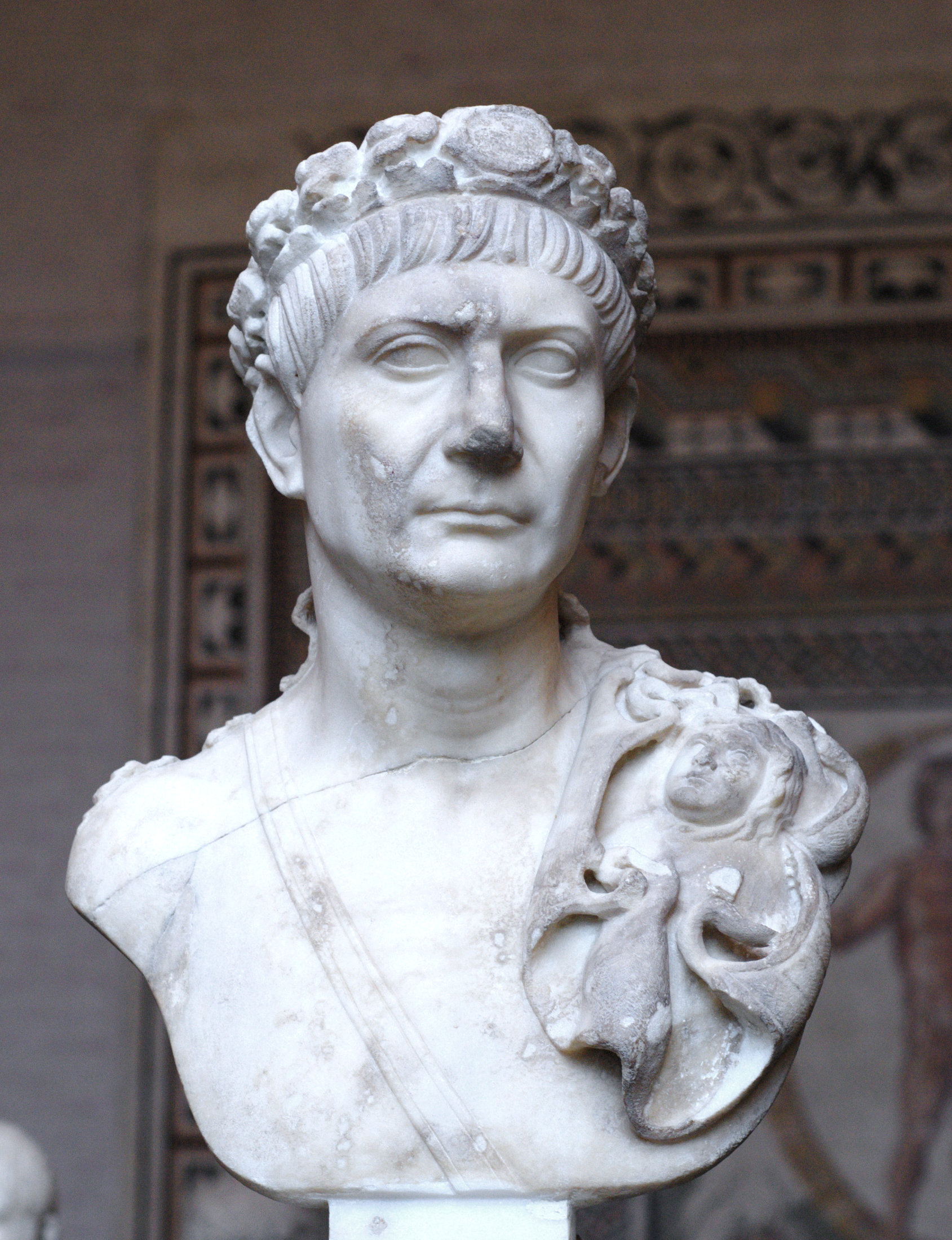
Busto de Trajano, Gliptoteca de Múnich.

La breve respuesta de Trajano a Plinio confirma el procedimiento general de Plinio y detalla cuatro órdenes:
1. No buscar a los cristianos para enjuiciarlos.
2. Si los acusados son culpables de ser cristianos, entonces deben ser castigados.
3. Si los acusados niegan ser cristianos y muestran pruebas de que no lo son al adorar a los dioses, entonces ellos deben ser perdonados.
4. Plinio no debe permitir las acusaciones anónimas.

Leonard L. Thompson denomina a esto política de «doble filo», ya que, «por un lado, los cristianos no fueron perseguidos. Fueron juzgados únicamente si las acusaciones de los provinciales locales eran llevados en contra de ellos. Pero si era acusado y declarado culpable, entonces los cristianos [...] eran asesinados simplemente por ser cristianos». Por lo tanto la opinión de Plinio de los cristianos no era necesariamente la de una persecución sino que los cristianos solo fueron ejecutados en cuanto eran traídos delante de él, y confesaban cuando eran enjuiciados; sin embargo, los indultos también eran otorgados a quienes negaban tales acusaciones. de Ste. Croix afirma que el curso de acción recomendado «era ‹acusatorio› y no ‹inquisitivo›», de manera que jamás los propios gobernadores, sino los acusadores locales (delatores) eran quienes llevaron adelante las acusaciones en lugares privados.

## Relevancia
La carta de Plinio es el registro pagano más antiguo para referirse a los primeros cristianos y proporciona una descripción fundamental del proceso administrativo romano y sus problemas. La correspondencia entre Plinio y el emperador Trajano muestra que el Imperio Romano, como una entidad gubernamental, no «buscaba» los cristianos en esa época para su enjuiciamiento o persecución. Aunque el emperador Trajano dio consejos específicos a Plinio sobre ignorar las acusaciones anónimas, por ejemplo; deliberadamente no estableció nuevas normas en lo que concernía a los cristianos. Al hacerlo, Trajano permitió a Plinio tratar los casos de acuerdo a su criterio.
La carta es compatible con la existencia de la Iglesia cristiana primitiva y su rápido crecimiento y habla de su sistema de creencias. También proporciona evidencia valiosa en cuanto a las actitudes de las autoridades romanas en relación con el cristianismo primitivo.
El crítico del Nuevo Testamento Hermann Detering ha cuestionado la autenticidad del libro 10, una posición que no ha encontrado aceptación dentro de la comunidad académica mayoritaria.

## Otras fuentes romanas
Plinio es uno de los tres autores romanos clave que pueden referirse a los primeros cristianos, los otros dos son Tácito y Suetonio. Estos autores se refieren a acontecimientos que tuvieron lugar durante el reinado de varios emperadores romanos: Suetonio escribe sobre una expulsión de Roma durante el reinado de Claudio (entre los años 41-54), y también los castigos por parte de Nerón (que reinó entre los años 54-68); Tácito se refiere a las acciones de Nerón durante el tiempo del gran incendio de Roma en el año 64; mientras que Plinio escribe a Trajano. Pero el orden temporal de los documentos comienza con Plinio, escribiendo alrededor del año 111; luego Tácito, alrededor de los años 115/116; y finalmente Suetonio con su Vidas de los doce Césares, alrededor de 122 d. C.